# Chris Krikellis
Chris Krikellis (* 1965 in Athen) ist ein griechisch-deutscher Regisseur, Drehbuchautor und Produzent.

## Leben und Werk
Krikellis wurde in Griechenland geboren, wo er einen Großteil seiner Kindheit verbrachte. Nach Abschluss seiner Schulausbildung reiste er durch Europa, bevor er sein Studium der Filmregie an der Filmakademie Wien in Österreich begann. Er schloss sein Studium 1999 ab und arbeitet seitdem als Regisseur, Drehbuchautor und Produzent.
Krikellis' Filme sind oft sozialkritisch und beschäftigen sich mit Themen wie Migration, Identität und Außenseitertum. Er arbeitet sowohl im Spielfilm- als auch im Dokumentarfilmbereich.
Zu seinen Filmen gehören Die Weiche (1997), Germania (1998) und Souls of a River (2017).
Krikellis ist Mitglied der Verbände ADA und BVR.

## Filmografie (Auswahl)
- 1997: Die Weiche (Kurzfilm; Regie, Drehbuch und Produktion)
- 1998: Germania (Kurzfilm; Regie, Drehbuch und Produktion)

- 2019: Under the Underground (Regie: Angela Christlieb, Kamera)
- 2019: Cloud (Kurzfilm; Regie, Drehbuch und Produktion), Prädikat wertvoll[3]
- 2022: Seelen eines Flusses (Dokumentarfilm; Regie und Drehbuch)

## Auszeichnungen
- 1999: Outstanding Artist Award des Bundesministeriums für Kunst, Kultur, öffentlichen Dienst und Sport[4]
- 1999: Österreichischer Kandidat für den Student Academy Award
- 2019: Deutsche Film- und Medienbewertung (FBW) – Prädikat „wertvoll“ für Cloud[5]
- 2023: Bester Dokumentarfilm – Diagonale 2023[6]
- 2024: Österreichischer Filmpreis in der Kategorie Bester Dokumentarfilm für Souls of a River[7]